# Marcellin Randriamamonjy
Marcellin Randriamamonjy (* 2. April 1963 in Sandrandahy) ist ein madagassischer Geistlicher und römisch-katholischer Bischof von Farafangana.

## Leben
Marcellin Randriamamonjy empfing am 30. August 1992 die Priesterweihe für das Bistum Ambositra.
Papst Benedikt XVI. ernannte ihn am 10. Februar 2009 zum Bischof von Fenoarivo Atsinanana. Die Bischofsweihe spendete ihm der Bischof von Toamasina, Désiré Tsarahazana, am 17. Mai desselben Jahres; Mitkonsekratoren waren Michel Malo IdP, Erzbischof von Antsiranana, und Fidelis Rakotonarivo SJ, Bischof von Ambositra.
Am 31. Oktober 2024 ernannte ihn Papst Franziskus zum Bischof von Farafangana. Die Amtseinführung fand am 5. Januar des folgenden Jahres statt.